# Ixora whitei
Ixora whitei är en måreväxtart som beskrevs av Spencer Le Marchant Moore. Ixora whitei ingår i släktet Ixora och familjen måreväxter. Inga underarter finns listade i Catalogue of Life.